# Haematopota guacangshanensis
Haematopota guacangshanensis är en tvåvingeart som beskrevs av Xu 1980. Haematopota guacangshanensis ingår i släktet Haematopota och familjen bromsar. Inga underarter finns listade i Catalogue of Life.